# Gorillaz (album)
Gorillaz – debiutancka płyta zespołu Gorillaz wydana w 2001 roku. Album promowany przez piosenkę "Clint Eastwood" pozwolił zespołowi na zdobycie popularności.
Płyta zdobyła nominację do Mercury Prize, ale wycofano ją na życzenie zespołu.

## Lista utworów
1. "Re-Hash" – 3:38
2. "5/4" – 2:40
3. "Tomorrow Comes Today" – 3:12
4. "New Genious (Brother)" – 3:57
5. "Clint Eastwood" – 5:40
6. "Man Research (Clapper)" – 4:29
7. "Punk" – 1:36
8. "Sound Check (Gravity)" – 4:40
9. "Double Bass" – 4:44
10. "Rock the House" – 4:09
11. "19-2000" – 3:27
12. "Latin Simone (Que Pasa Contigo)" – 3:36
13. "Starshine" – 3:31
14. "Slow Country" – 3:35
15. "M1 A1" – 3:54